# La llave maestra (disco de Green Valley)
La llave maestra es el séptimo disco de la banda española Green Valley. Este disco fue lanzado el 11 de febrero de 2022 y marca el regreso del grupo euskera-catalán después de un parón de dos años debido a la pandemia. Representa una vuelta a sus raíces en el reggae y el dancehall, géneros en los que han logrado consolidarse en España.

## Contexto y producción
Tras el impacto global de la pandemia, Green Valley regresó a los estudios con una visión renovada y una necesidad de transmitir un mensaje positivo en tiempos difíciles. La banda, liderada por Ander Valverde, decidió retomar el control completo de la producción musical, un cambio significativo tras haber trabajado con productores externos en sus últimos discos. Dani Lamperez, teclista de la banda, fue clave en este proceso de autoproducción, que resultó en un sonido más elaborado y detallado.

### Estilo y colaboraciones
La llave maestra es un álbum que mezcla diferentes estilos dentro del reggae, pero con una clara predominancia del new roots sobre otros géneros como el dancehall, el ska o el hip hop, que anteriormente habían sido más prominentes en su discografía. Esto se refleja en temas como "Creer en Mi" y "Déjate Llevar", que siguen la tradición del reggae roots, mientras que canciones como "Calma" muestran una producción más vanguardista con la colaboración de Nanpa Básico.
El disco también cuenta con la participación de reconocidos artistas internacionales y nacionales, lo que enriquece la diversidad sonora del álbum. Entre las colaboraciones más destacadas están:
- Rapsusklei, un veterano del rap español, aporta su estilo único en un tema donde las influencias del ragga son evidentes, logrando un sonido fresco y potente.
- Alborosie, el artista italiano-jamaiquino, contribuye con "Las Ganas de Vivir", un tema que añade un toque latino al álbum y refuerza el mensaje de energía y disfrute de la vida.
- Naaman, conocido por su mezcla de reggae y otros géneros, participa en un tema de puro reggae, aportando su sello personal al disco.
- Cedric Myton, miembro de la legendaria banda jamaicana The Congos, colabora en una canción con un fuerte mensaje de crítica social y una reivindicación del amor, creando uno de los momentos más emotivos del álbum.
- Dub Inc, la aclamada banda de reggae francesa, se une en un tema energético que destaca por la poderosa voz de sus integrantes y que encaja perfectamente con el estilo de Green Valley.

### Temática y mensaje
La llave maestra es un álbum con un tono positivo, aunque también aborda temas de crítica social sin perder el enfoque en la motivación y el optimismo que caracteriza a la banda. Un ejemplo de esta mezcla es la colaboración en "Ojos Tristes" con Pure Negga y Rastachai.

## Crítica
Alfonso Gil de MondoSonoro clasificó su disco con un siete sobre diez, aclarando que "su reggae cada vez es más profundo y melódico, más melancólico también, dejando menos espacio para el baile y la fiesta".

## Lista de canciones
| N.º | Título              | Colaboración(es)      | Productor(es)                  |
| --- | ------------------- | --------------------- | ------------------------------ |
| 1   | Intro de los Taitas |                       | Dani Lamperez                  |
| 2   | Cada Gota           |                       | Dani Lamperez                  |
| 3   | Creen en Mi         |                       | Dani Lamperez                  |
| 4   | Las ganas de Vivir  | Alborosie             | Dani Lamperez                  |
| 5   | Mirando al Cielo    |                       | Acción Sánchez                 |
| 6   | Déjate Llevar       | Dub Inc               | Dani Lamperez                  |
| 7   | Agua con Sal        | Naâman                | Dani Lamperez                  |
| 8   | La Llave Maestra    |                       | Dani Lamperez                  |
| 9   | Calma               | Nanpa Básico          | Dani Lamperez y Acción Sánchez |
| 10  | Despertando         | Rapsusklei            | Dani Lamperez                  |
| 11  | La Protagonista     |                       | Dani Lamperez                  |
| 12  | Mi Humilde Canción  |                       | Dani Lamperez                  |
| 13  | Ojos Tristes        | Pure Negga, Rastachai | Dani Lamperez                  |
| 14  | Viento              | Cedric Myton          | Dani Lamperez                  |
| 15  | Volver a Empezar    |                       | Dani Lamperez                  |